# Archeologisch Museum Iraklion
Het Archeologisch Museum Iraklion (Grieks: Αρχαιολογικό Μουσείο Ηρακλείου, Archaiologikó Mouseío Irakleíou) is een museum gelegen in Iraklion op het Griekse eiland Kreta. In het museum wordt de Minoïsche beschaving bijna in haar geheel gepresenteerd. De exposities omvatten representatieve exemplaren uit alle perioden van de Kretenzische prehistorie en geschiedenis, die ongeveer 5500 jaar beslaan, van het Neolithicum tot de Romeinse tijd. Unieke meesterwerken van de Minoïsche kunst nemen een dominante positie in in haar collecties. De collectie Minoïsche antiquiteiten is de belangrijkste ter wereld.

## Geschiedenis
Het museum werd opgericht in 1883 en bevatte toen een kleine collectie antiquiteiten. In de jaren na de eeuwwisseling werd een gebouw opgetrokken. Na drie aardbevingen in 1926, 1930 en 1935, werd een nieuw gebouw gebouwd, dat zowel natuurrampen als de Duitse bombardementen tijdens de Tweede Wereldoorlog overleefde. Ook de collectie overleefde de oorlog en was nog in intacte staat. Het museum heropende de deuren in 1952.
In 1964 opende een nieuwe vleugel. Van 2006 tot mei 2013 werd het museum gerenoveerd.

## Collectie
Het museum bestaat uit zevenentwintig zalen, genummerd in Romeinse cijfers. Zaal XIII tot en met XXV bevindt zich op de eerste verdieping, de andere vijftien zalen op het gelijkvloers. De collectie bestaat vooral uit Minoïsche vondsten uit onder meer Agia Triada, Archanes, Knossos, Phaestus en Zakros. Ook zijn er zalen waarin Myceense, Dorische, Oud-Griekse en Romeinse kunst wordt tentoongesteld.
In de museumtuin worden overblijfselen van het Venetiaans klooster van de Heilige Franciscus getoond.

### Zaal I en II
Deze zalen tonen diverse objecten uit de jonge steentijd en de vroege bronstijd op Kreta (6000-1900 voor Christus). Potten en luxe goederen uit de nederzetting op Knossos.

### Zaal III
Hier worden zaken uit het dagelijkse leven tentoongesteld. Ook een vroege financiële administratie uit het paleis van Knossos, Phaistos en Malia. Ook wordt er gekleurd aardewerk getoond en het beste voorbeeld van 'Koninklijk servies' uit Phaistos.

### Zaal IV en V
Hier komen voorwerpen samen die met de bouw van nieuwe paleizen en villa's, de paleiseconomie (1700-1450 voor Christus) weergeven samen met de ontwikkeling van maritieme handel. Een van de belangrijkste voorwerpen is de Schijf van Phaistos, het oudst bekende voorwerp met een Minoïsche tekst.

### Zaal VI
Deze zaal is ingericht met voorwerpen uit het dagelijks leven, sport en evenementen. Beroemde werken als de ivoren Stierspringer en een fresco uit het paleis van Knossos en een zwaard uit Malia liggen hier.

### Zaal VII en VIII
Minoïsche religie is hier het thema. Beeldjes en rituele vazen uit bergtop begraafplaatsen. De Minoïsche slangengodinnen uit het paleis van Knossos, de stierenkop beker, rituele vazen uit het paleis van Zakros en een gouden zegel zijn allemaal voorwerpen die aanbidding benadrukken.

### Zaal IX
Deze zaal laat zien hoe het paleis van Knossos werd gebruikt samen met vondsten uit plaatselijke begraafplaatsen tot 1300 voor Christus. Een speciale plek is voor een kleitablet met het Griekse Linear B script die informatie bevat over de paleiselijke administratie en economie.

### Zaal XII
Deze zaal is gewijd aan het rijk der doden en hiernamaals.

### Zaal XIII

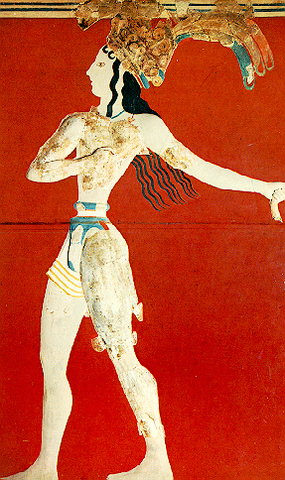
De prins van de lelies

Wanneer u naar de verdieping gaat komt u in deze ruimtelijke zaal waar de Minoïsche fresco's worden getoond. Bekende werken die zijn geïnspireerd op het leven aan het paleis en moeder natuur zoals de De prins van de lelies en Dames in het blauw. 

### Zaal XV-XVII
De Kretenzische maatschappij gedurende de vroege ijzertijd. Het dagelijks leven, de staatsinrichting en geschriften van hun eerste wetten. Maar ook de bloeiende handel met omliggende volken illustreren het bijzondere karakter van de Kretenzische maatschappij aan het begin van de eerste millennium voor Christus.

### Zaal XVIII-XIX
De begraafplaatsen uit de eeuwen voor het begin van de christelijke jaartelling worden hier getoond met een bijzondere plek voor een grafsteen uit Prinias.

### Zaal XX
De zaal beslaat de Kretenzische heiligdommen van de Klassieke en Romeinse periode (5e eeuw voor Christus - 3e eeuw na Christus).

### Zaal XXI
Deze smalle ruimte laten de evolutie van Kretenzische munten zien.

### Zaal XXVI en XXVII
Eenmaal teruggekeerd naar de begane grond kunnen de bezoekers de sculpturen bekijken. Een serie reliëfs uit Gortys en de tempel van Prinias onderschrijven het belang van Kreta tot de ontwikkeling van Griekse beelden. Portretten en kopieën van bekende standbeelden uit de klassieke oudheid onthullen de bloeiende kunst uit de Romeinse periode.

## Fotogalerij

Te zien in het museum
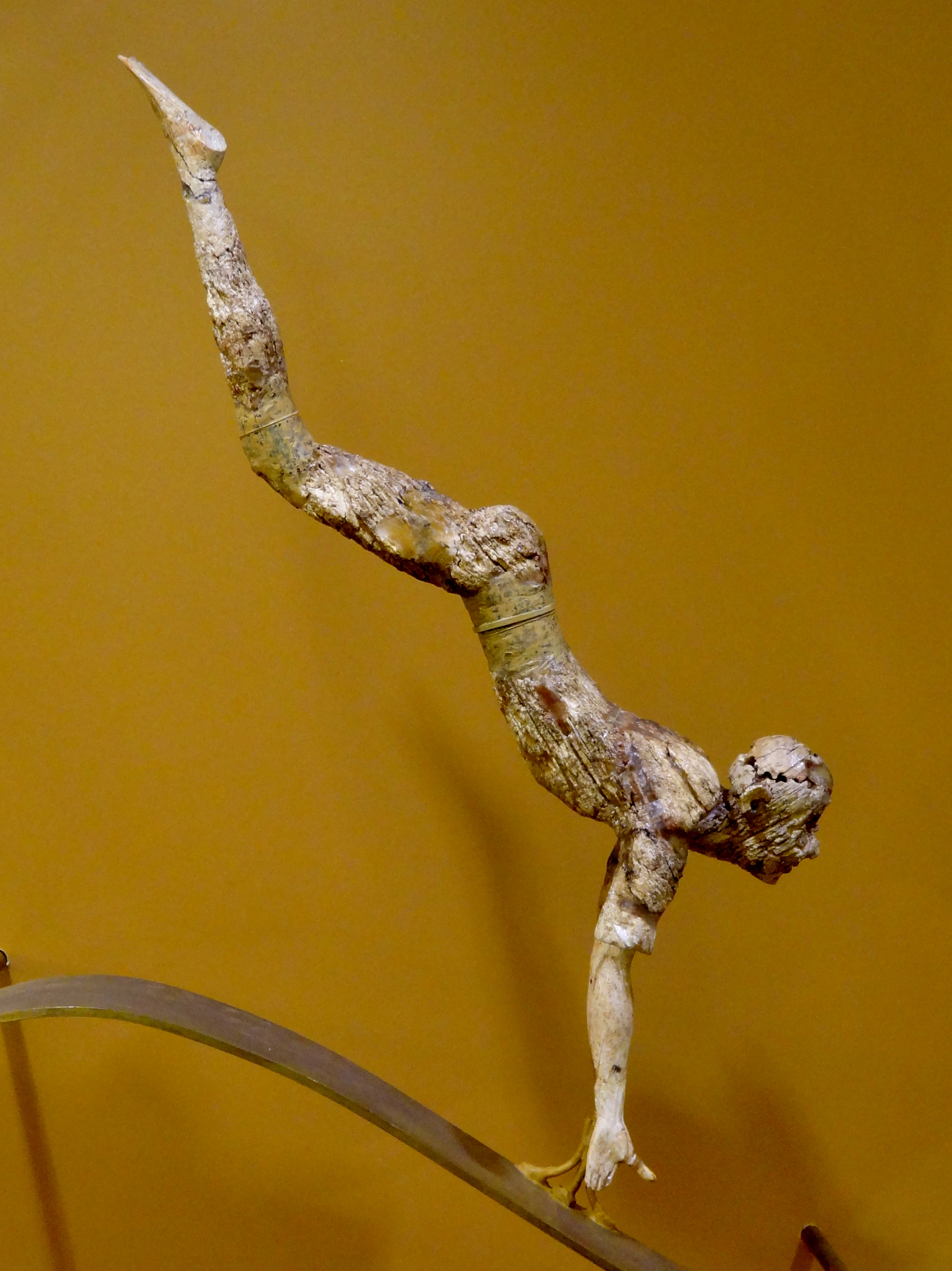
De stierspringer, een ivoren beeldje uit het paleis van Knossos, Kreta
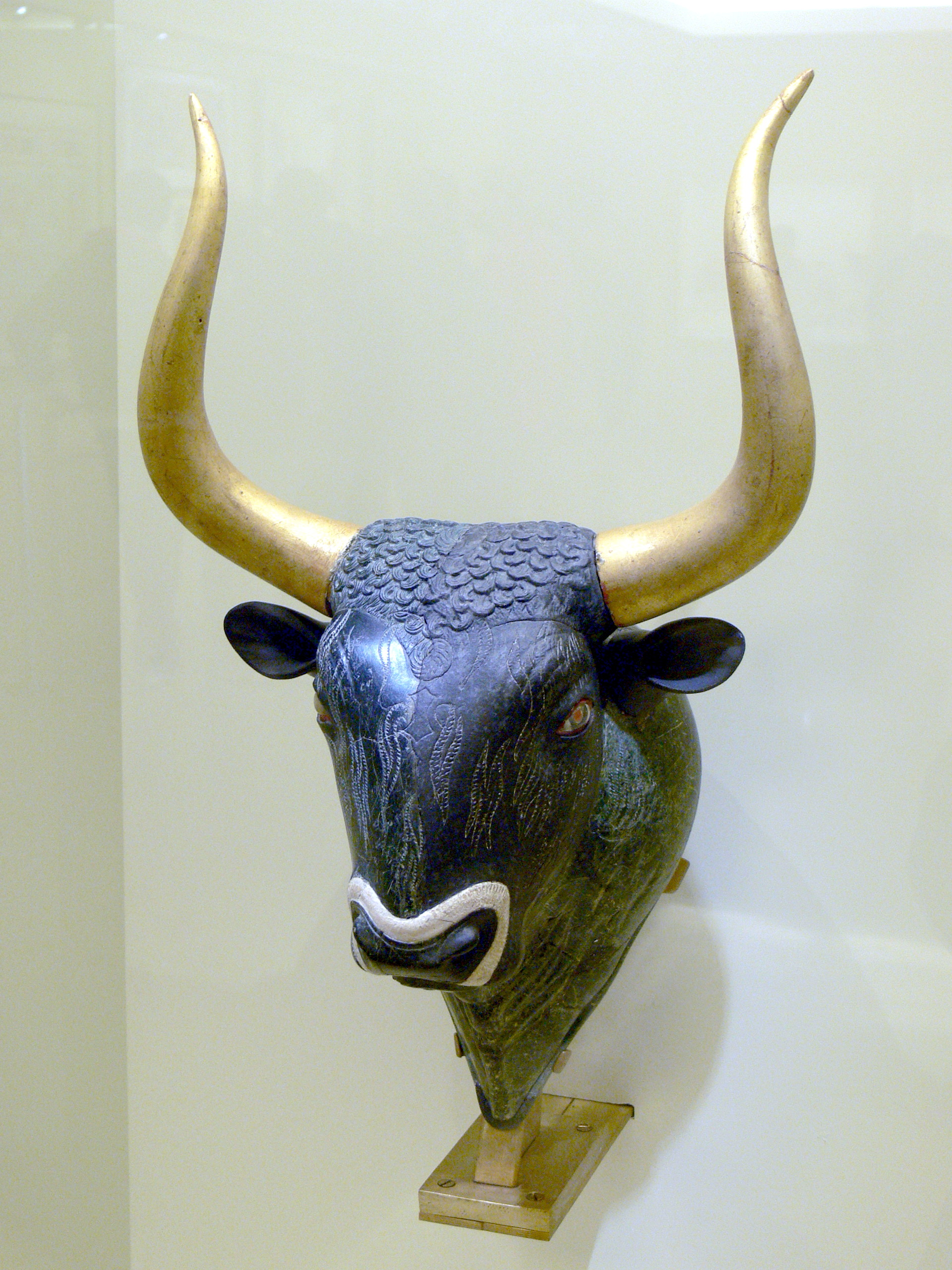
Minoïsche ryton in de vorm van een stier
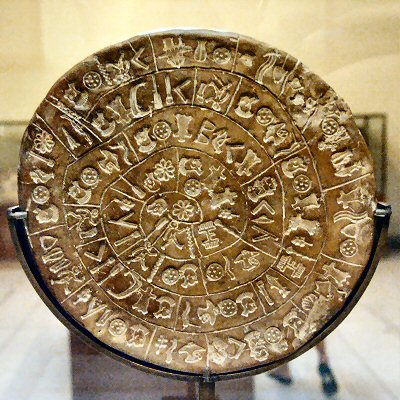
Schijf van Phaistos
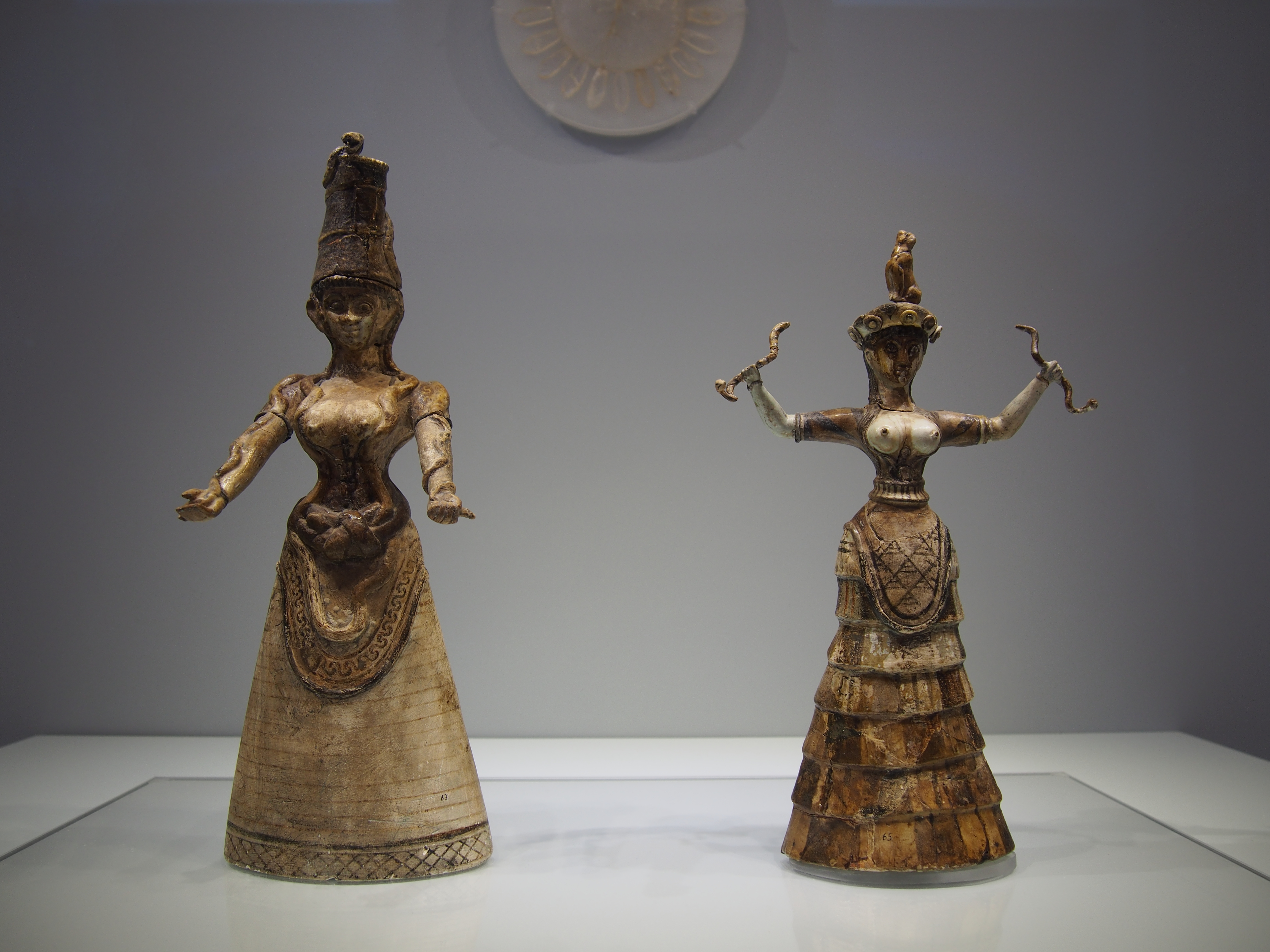
De grote en kleine slangengodin
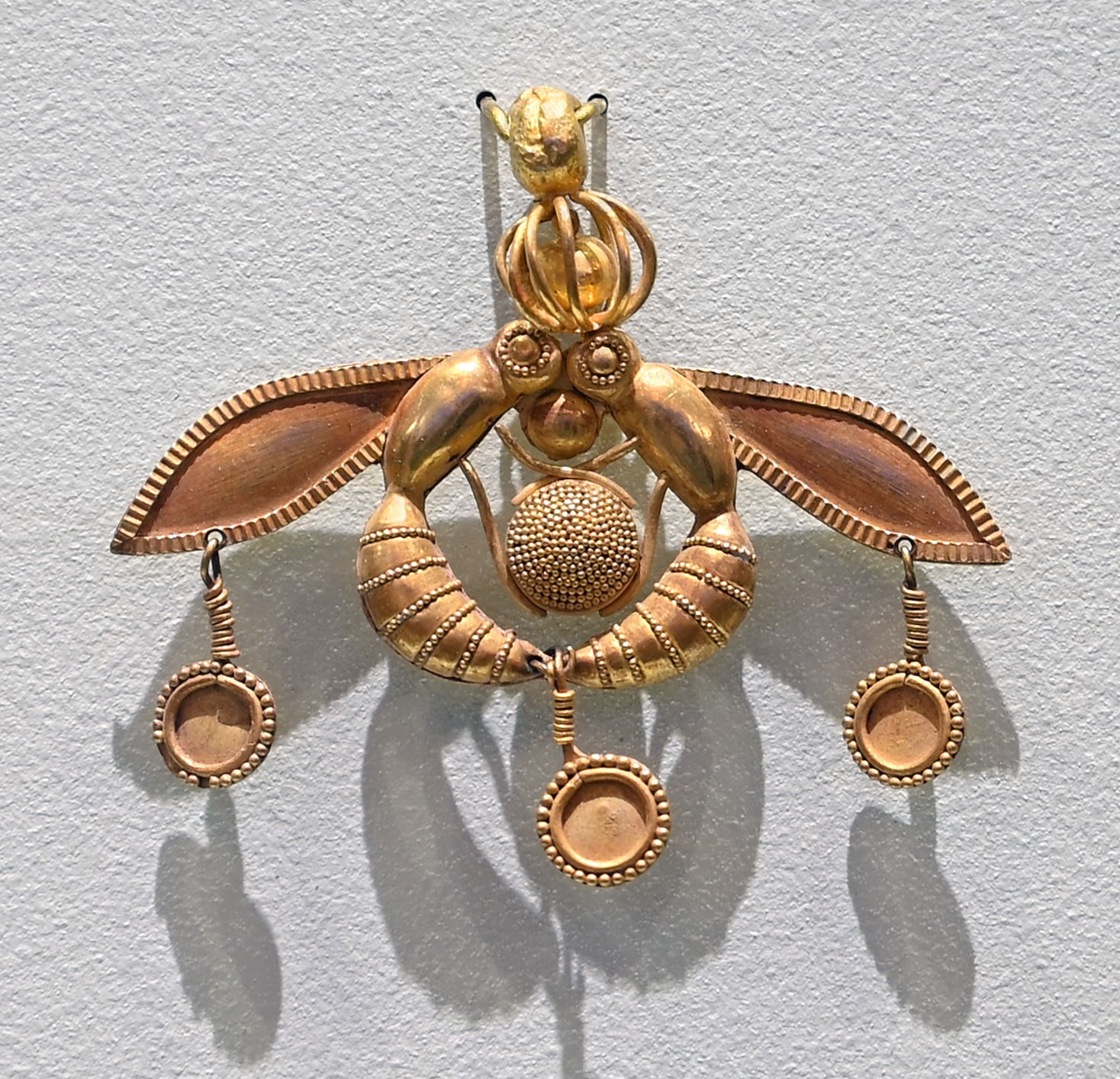
De bijen van Malia - Bijenhanger
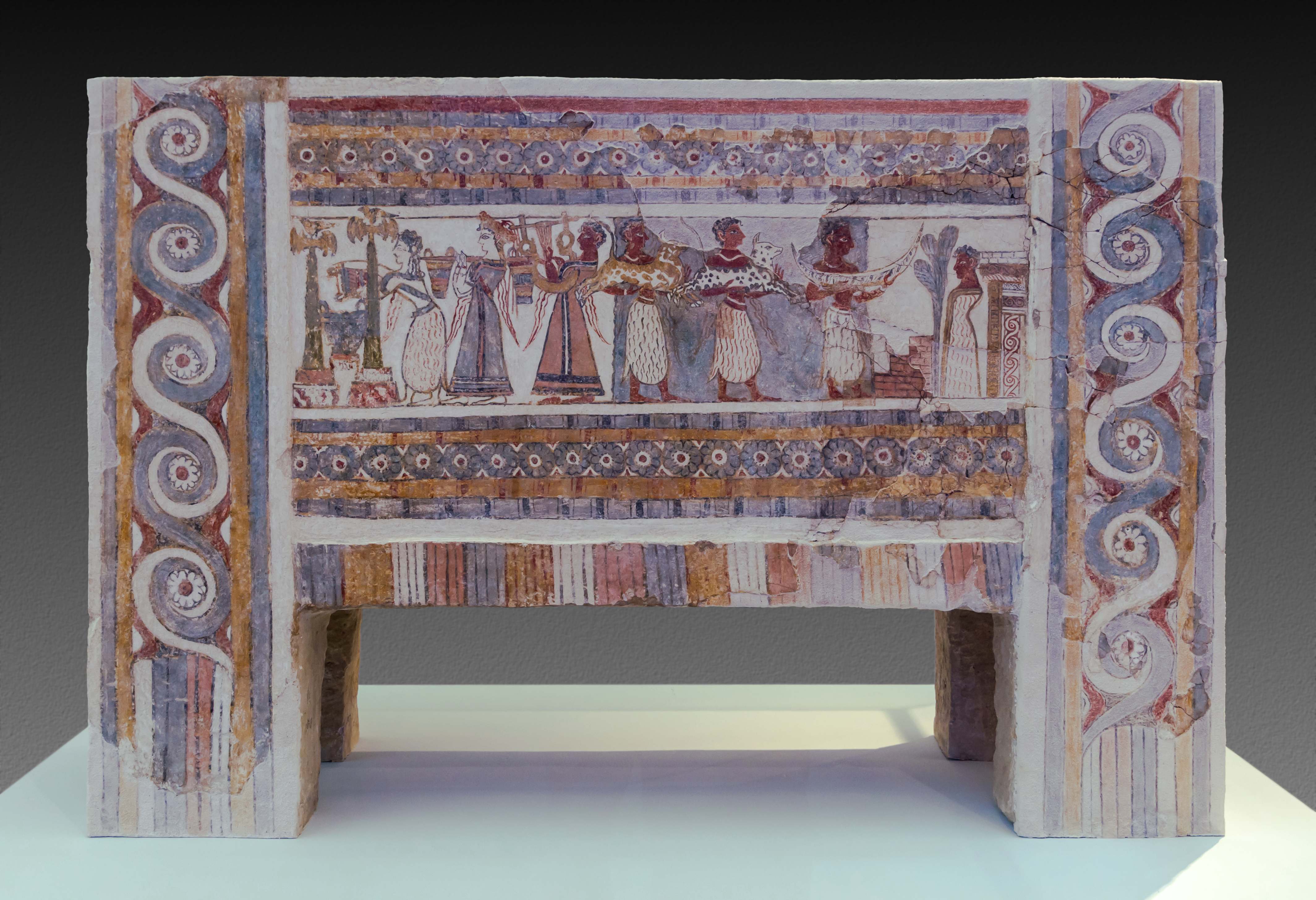
Hagia Triada sarcofaag